# Semipseudocercospora peristrophes-acuminatae
Semipseudocercospora peristrophes-acuminatae är en svampart som först beskrevs av J.M. Yen, och fick sitt nu gällande namn av J.M. Yen 1983. Semipseudocercospora peristrophes-acuminatae ingår i släktet Semipseudocercospora och familjen Mycosphaerellaceae.   Inga underarter finns listade i Catalogue of Life.